# Le Panthéon de l'industrie
Le Panthéon de l'industrie est un hebdomadaire illustré français paru entre 1875 et 1911.

## Histoire
Une revue hebdomadaire intitulée Le Panthéon de l'industrie & des arts avait déjà été lancée en janvier 1866. Elle avait cessé de paraître en décembre 1867, après 104 numéros.
Un peu plus de sept ans plus tard, un nouveau Panthéon de l'industrie, journal hebdomadaire illustré, voit le jour. Outre des gravures représentant des vues d'usines, des machines ainsi que divers produits, il met à l'honneur, en première page, les biographies et les portraits de personnalités contemporaines (industriels et scientifiques, mais aussi hommes politiques, hommes de lettres et artistes).
Selon l’Annuaire de la presse française, « ce journal, fait en vue des expositions, n'a aucune attache sérieuse dans l'industrie parisienne. Organe de réclame et rien de plus. Les annonces financières seules sont admises, dit le journal ; mais tous les articles ne sont que des annonces payées » « au profit d'un petit nombre de personnalités et des industries qui dépendent du même groupe ».
Ce reproche semble être fondé car le directeur du Panthéon, C. Georges, a également été l'administrateur du Parlement illustré, qui proposait à des hommes politiques d'acheter la publication de leur biographie en vue des élections.
Le Panthéon de l'industrie cesse de paraître en février 1911.